# Abgarowicz (herb szlachecki)
Abgarowicz – polski herb szlachecki o ormiańskiej proweniencji.

## Opis herbu
W polu czerwonym rycerz ormiański siedzący na koniu białym, galopującym. Nad tarczą bezpośrednio korona szlachecka.

## Najwcześniejsze wzmianki
Herb polskiego rodu szlacheckiego pochodzenia ormiańskiego. Ród ten osiadł w Kijowie, w Wielkim Księstwie Litewskim, w XVI wieku, nosił wówczas nazwisko Sołtan, rodzina trudniła się kupiectwem. W 1569 Teodor Sołtan był posłem ziemi kijowskiej, na sejm unijny w Lublinie. W XVII wieku Sołtanowie wyemigrowali na Wołoszczyznę, nabyli tam duże majątki ziemskie i uzyskali szlachectwo.
W 1670 część rodu powróciła do Rzeczypospolitej i  osiedliła się  w Stanisławowie. Z tej rodziny pochodził Abgar-Sołtan, bogaty kupiec, żyjący w pierwszej połowie XVIII wieku, dzieci jego syna Krzysztofa zaczęły używać nazwiska Abgarowicz, a potomkowie drugiego syna Zachariasza przyjęli nazwisko Zachariasiewicz (Zachariaszewicz).

## Herbowni
Tadeusz Gajl w Herbarzu polskim podaje 3 nazwiska posługujące się tym herbem: Abgarowicz, Wartanowicz, Zachariasiewicz.

## Znani herbowni
- Kajetan Abgarowicz (1856-1909) – pisarz, dziennikarz
- Łukasz Abgarowicz (ur. 1949) – polityk, samorządowiec